# Kreuzer Teiche
Die Kreuzer Teiche sind drei unterschiedlich große Teiche im Stadtteil Kröllwitz von Halle (Saale). Das Gebiet, in dem sich die Teiche befinden hat eine Nord-Süd-Ausdehnung von etwa 50 Metern. In Ost-West-Richtung sind es ca. 160 Meter. Die Wasserflächen der Teiche belaufen sich etwa auf 350, 550 und 3.000 Quadratmeter, ihre maximale Tiefe beträgt 1,5 m.
Die Teiche wurden bereits im 15. Jahrhundert angelegt. Sie dienten als Schafschwemme einer großen Schäferei. Nach dem Zweiten Weltkrieg wurden sie bis in die 1960er Jahre als Fischteiche genutzt und dann aufgegeben.
Seitdem bilden sie gemeinsam mit dem am nahen Saaleufer gelegenen Amselgrund einen Biotopverbund bestehend aus wechselfeuchter Wiese, Felshängen, Trocken- und Halbtrockenrasen, Teichen, Wald- und Gebüschzonen. Die Kreuzer Teiche sind eines der artenreichsten Stadtbiotope mit jeweils zwei Molch- und zwei Krötenarten sowie vier verschiedenen Froscharten. Alljährlich im Frühjahr ist hier die Krötenwanderung von der Saaleaue zu den Kreuzer Teichen zu beobachten.
Kreuzer Teiche und Amselgrund bilden ein Landschaftsschutzgebiet von ca. zwölf Hektar Größe. Das Überschusswasser der Kreuzer Teiche fließt über den Amselgrund in die Saale ab.
Siehe auch: Liste der Gewässer in Halle (Saale)

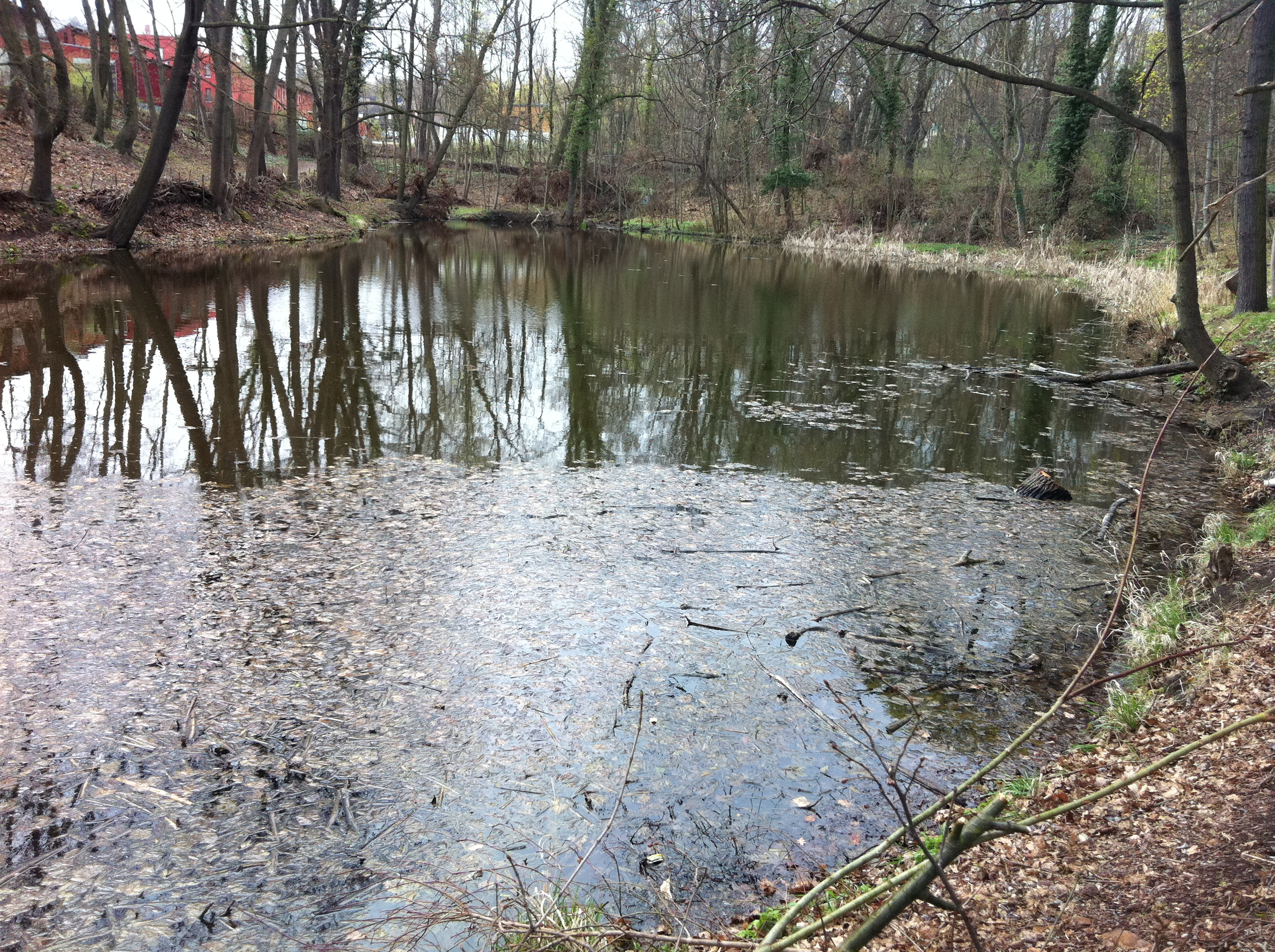
Großer unterer Teich
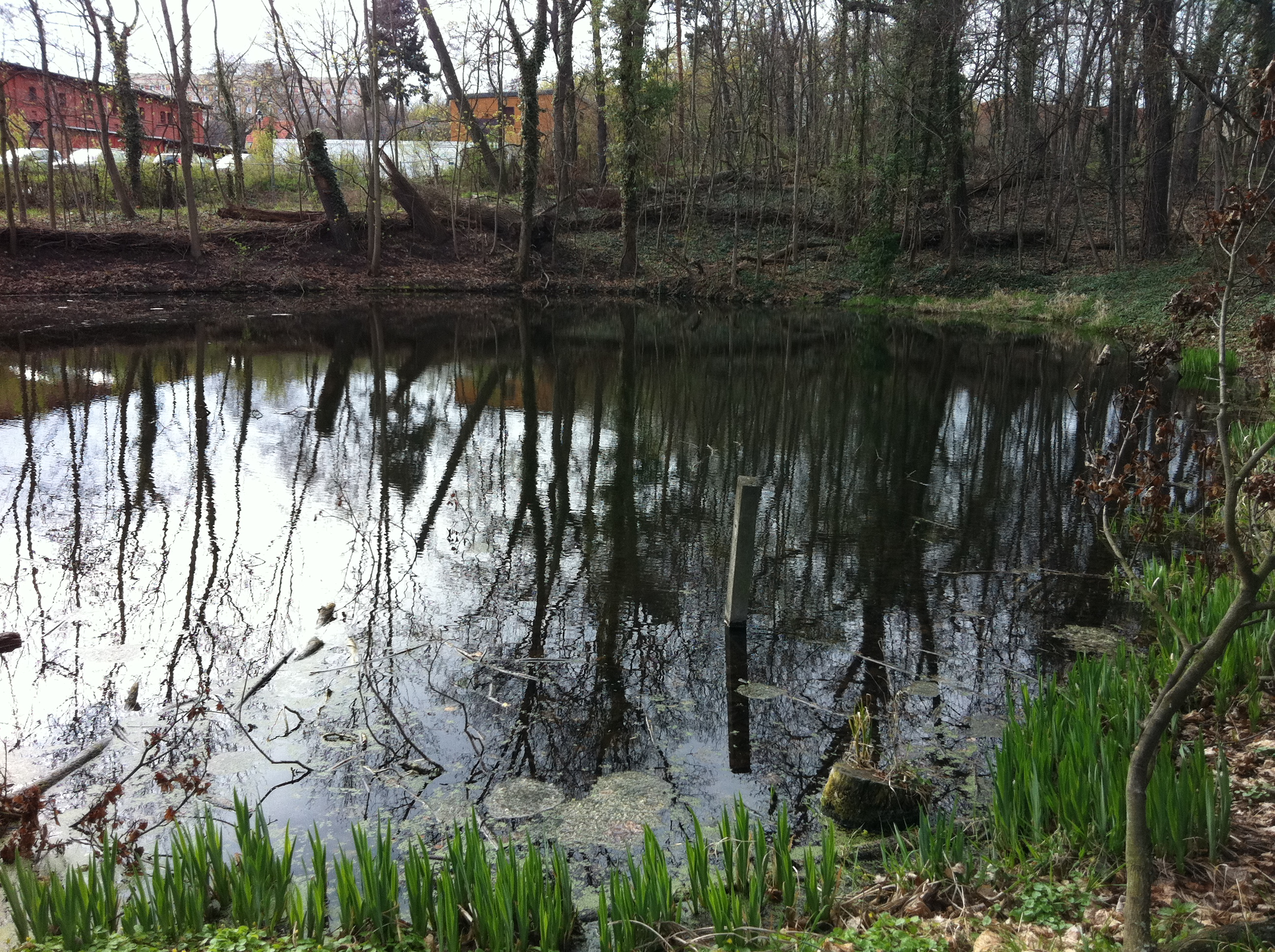
Mittlerer Teich
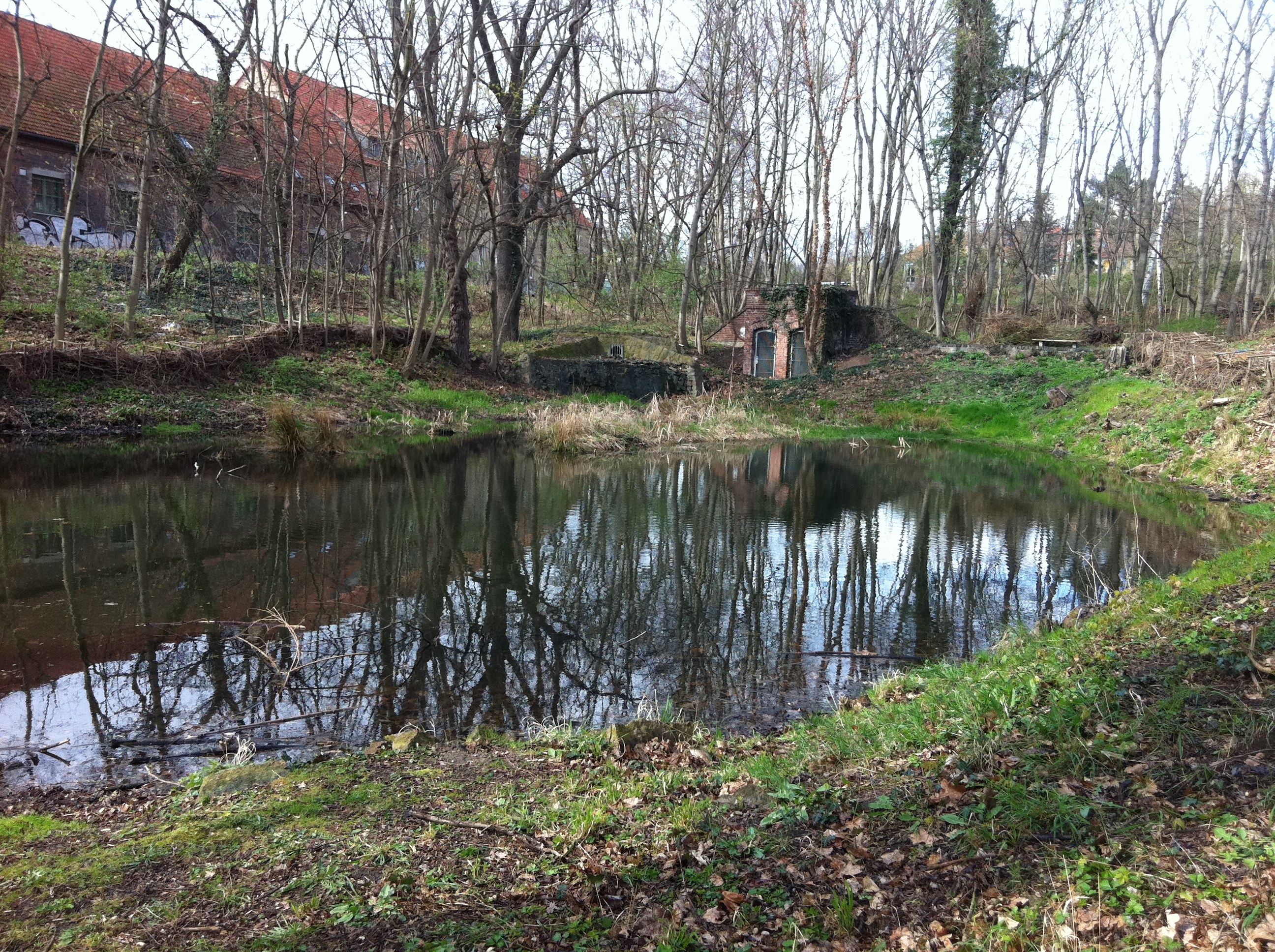
Kleiner oberer Teich